# Santuario del Cristo de la Victoria (Serradilla)
El santuario del Cristo de la Victoria es un convento de clausura de monjas agustinas recoletas ubicado en la villa española de Serradilla, en la provincia de Cáceres. Es conocido por albergar la imagen del Santísimo Cristo de la Victoria, una de las tallas más veneradas por los católicos de Extremadura.
El edificio fue declarado bien de interés cultural en 1981.

## Localización
Se ubica en el límite septentrional del casco urbano de la villa. Se accede al edificio por el sur, donde su fachada da a la calle Liberato Alonso, dentro de la cual tiene su acceso principal en una plazuela conocida comúnmente como "plazuela del Hospital" o "plazuela del Cristo", unos cien metros al sureste de la iglesia parroquial de Nuestra Señora de la Asunción. Aunque linda con otras parcelas al oeste y sureste, el complejo dispone de una amplia huerta al norte y noreste, con salida a las callejas rústicas del Convento y de la Fuente de los Grifos. Su parcela catastral tiene 9524 m² de superficie gráfica.

## Historia
En sus inicios, mucho antes de la llegada del Santísimo Cristo a la localidad, el convento fue un antiguo hospital que perduró hasta el siglo XVII. En el año 1635, la beata Francisca de Oviedo y Palacios encarga al escultor madrileño Domingo de Rioja la realización de una imagen de Cristo para la capilla del hospital. Al acabar la talla, Domingo de Rioja quedó tan impresionado que llegó a decir que esa obra no era suya, sino de Dios.[cita requerida]

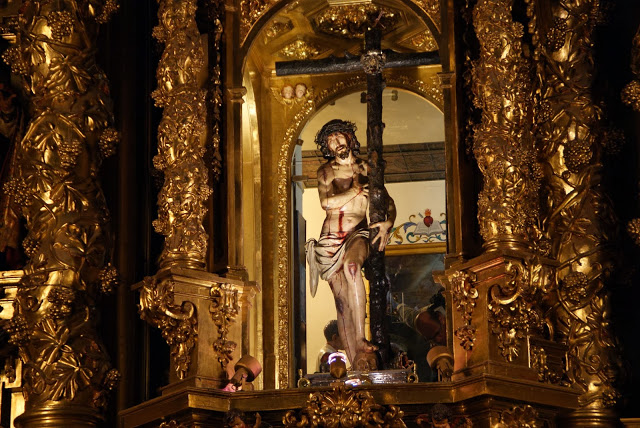
El Cristu Benditu en su camarín.

Catorce años después de la llegada del Santísimo Cristo a Serradilla, Francisca de Oviedo fundó el convento y santuario que hoy existe. El convento, de clausura, es habitado desde entonces por la Orden de Monjas Agustinas Recoletas.
Sucedió, pues, que la imagen del Santo Cristo causó tanta impresión y devoción en Madrid, que el rey Felipe IV la retuvo en la capilla del viejo alcázar de los Austrias. Francisca de Oviedo no quedó nada conforme con esta decisión real y "popular", ya que encargó la talla para poder llevarla a su pueblo, Serradilla. La beata se salió, de momento, con la suya y consiguió sacar al Cristo de la Corte y poder llevárselo a Serradilla. Cuando quedaba poco para llegar a su destino final, hizo parada en Plasencia, y sucedió lo mismo que en Madrid: la imagen comenzó a hacer tantos milagros que a Francisca de Oviedo ya le fue totalmente imposible sacar la talla de allí. Pero no todo estaba perdido. Una noche, llegaron ocho serradillanos a Plasencia; su voluntad y devoción hizo que, muy secretamente, estas ocho personas sacaran la imagen de la iglesia de San Martín (donde estaba en ese momento) y, también, de forma muy discreta, llegase a Serradila el 13 de abril de 1641, donde hoy se encuentra recibiendo a los miles de devotos que llegan cada año al santuario.

## Descripción
El interior de la iglesia consta de magníficos retablos, pero de todos ellos, destaca el mayor, por sus entramados y recargados adornos; pero, sobre todo, por cobijar en el camarín central, a la imagen del Santo Cristo. Las paredes y techos de la iglesia, albergan una de las grandes colecciones pictóricas de estilo barroco que pueden verse en Extremadura; obras de Claudio Coello, Francisco Gutiérrez o Caravaggio. Es posible visitar tanto la iglesia como el convento, este último bajo previa autorización del obispado de Plasencia. También se puede acceder al camarín donde se encuentra el Santísimo Cristo; debajo del altar hay una puerta por la que se accede a unas escaleras que conducen al camarín. Los fieles pueden contemplar más de cerca la imagen del Cristu Benditu.